# Я не хочу так більше жити
«Я не хочу так більше жити» — радянський художній фільм 1990 року, знятий на кіностудії «Киргизфільм».

## Сюжет
Біда всієї родини, коли п'є батько: страждає маленький Еркін, страждає його мама. По-своєму страждає і сам батько — людина по суті добра. Одного разу Еркін зі своїм другом вирішують відвідати батька, який перебуває на лікуванні. Картина білої гарячки жахає хлопчика. Він тікає з лікарні. Жити так він більше не може…

## У ролях
- Аліман Джангорозова — головна роль
- Рустам Сагдуллаєв — Заріп

## Знімальна група
- Режисер — О. Байджигітов
- Сценаристи — О. Байджигітов, Таліп Ібраїмов
- Оператор — Віктор Шнайдер
- Композитор — Алмас Серкебаєв